# 本願寺道路
本願寺道路（ほんがんじどうろ）は、明治初年に東本願寺が石狩国の札幌と胆振国の尾去別（おさるべつ）とを山越えで結ぶ街道として建設した道路で、1871年（明治4年）に開通した。建設は東本願寺による北海道開拓政策の中心事業の一つとなるもので、「本願寺街道」「有珠街道」ともよばれる。現在の国道230号の基礎となった。
後に本願寺道路が作られた経路は、従来からアイヌが通行しており、江戸時代には松浦武四郎らがアイヌの案内で通っていた。1869年（明治2年）に札幌に蝦夷地（同年北海道と改称）の本府を置くことが決まると、札幌と箱館（同年函館と改称）を連絡する道路が必要になった。このとき財政難の明治政府は、京都の東本願寺を動かして道路開削を出願させた。
東本願寺はその年内に調査・計画を行い、1870年（明治3年）から1871年（明治4年）にかけて工事を実施し、尾去別（現在の伊達市長和）と平岸（現在の札幌市豊平区平岸）の間に約103 kmの道路を開削した。1871年10月には、中山峠越えの道路を開通させた。工事の労働には僧侶のほか、士族と平民の移民、アイヌが従事した。
しかし、1873年（明治6年）に苫小牧経由で室蘭に至る「札幌本道」が完成すると、山間を通る本願寺道路は敬遠されるようになり荒廃する。
1886年（明治19年）から、北海道庁により改修工事が進められ、重要な街道として再生される。1950年（昭和25年）に国道230号となる。

## ルート
「本願寺道路」と呼ばれる道路は、以下の4ルートある。本項では、最も距離が長く開削に難を極めた4.「尾去別 - 中山峠 - 平岸間」について主に説明する。
1. 軍川（いくさがわ）[注 2] - 砂原（さわら）[注 3]間 - 約18km開削[2]
2. 江差 - 大野[注 4]間 - 約44 km改修[2]
3. 山鼻 - 八垂別（はったりべつ）間 - 約6 km開削[2]
4. 尾去別[注 1] - 中山峠 - 平岸（ひらぎし）[注 5]間 - 約103 km開削[2]

## 開削までの経緯
東本願寺は徳川家の恩顧があり、そのことにより、大政奉還後まもなくである慶応4年年始に行われた宮中会議において、同寺焼き討ちの案が出された。東本願寺側は、当時、第二十一代法主の嚴如（大谷光勝）であり、その妻は皇族出身の嘉枝宮和子であった。和子の実兄である山階宮晃親王は、その宮中会議の経過を耳に入れ同寺の取り潰しの実現を懸念し、「叛意がない」旨の誓書を寺側より朝廷に提出させることにより事なきを得た。だがその文章の中には「如何なる御用も拝承つかまつりたく」という一節があった。
一方、明治政府は北海道の開拓のために開拓使を設け、その本府を札幌に置くことを計画。当時すでに北海道の拠点として開けていた箱館から札幌へのルート開拓は急務とされていた。しかしながら、極端な財政難に陥っていた当時の政府には、北海道の道路を含めた開拓にまで手がけることは不可能で、薩長土肥等の勤皇雄藩も同様であった。そんな台所事情の新政府が苦し紛れに目をつけたのが、全国に宗門徒を抱えていた本願寺であった。
東本願寺は、周囲から白眼視される状況を打破するため、北海道の道路開削を申し出た。とはいっても実質的には、前述の誓書の文言をたてにした政府からの命令ともいうべき状況であった。また東本願寺が北海道開拓・新道開削に傾いた要因の一つに、廃仏毀釈が遺した仏教全体への逆風もある。道路開削は、世のため人のために働くことで「仏教は国益にかなう」と証明する機会でもあったのである。

## 作業の前段階
明治2年（1869年）6月5日、明治政府に対して（表向きの）東本願寺側から出願が提出される。下間大蔵卿（本願寺東門主使）の名で、北海道の新道切開・移民奨励・教化普及に関する願書を政府に出した。
その主旨は
1. 新道切開
北海道は、海岸しか道路が整備されていないので、新道を切り開く必要がある。
2. 農民移植（移民奨励）
北海道への移住を奨励して、諸方より出稼の者も異教に流れ申さずように布教する。
3. 教化普及
東本願寺は、これまで蝦夷地に五ヶ寺掛所取立て出稼人等の教化に尽力してきた。

の三点項目で、東本願寺はこれらの活動によって御国恩に報いたいとしていた。
明治政府は、明治2年8月29日に、この歎願を受け入れて、具体的に開拓使へ上申書を出すように指示した。明治3年（1870年）9月3日、太政官より許可が下り、明治政府は、東本願寺の光勝に「今般、北海道新道切立願の通仰せ付けられ候につき、開拓使の指揮を受け尽力いたすべき」と指示を出した。光勝はすでに高齢であったため、当時19歳の新門・現如（大谷光瑩）が事業の責任者となる。現如は天皇に拝謁して出願受理の礼を述べた後、松井逝水と他4名からなる調査隊を編成した。調査隊はまず東京の開拓使庁をたずね、松浦武四郎に面会した。札幌在住時に「川に沿い有珠・虻田に道を開かば、その弁理いかばかりならん」と考えていた松浦から開削ルートの構想を教えられた一行は、明治2年9月下旬、北海道調査のために横浜を出発し、現地におもむき調査を行って、明治3年2月21日に帰京して調査結果を報告している。さらに、東本願寺は、諸国の門末に北海道開拓の重要性を伝達しており、東本願寺あげての大事業となった。
逝水ら調査隊帰京後、第1に、文化期（1804年 - 1818年）に近藤重蔵が踏査して以来、蝦夷地調査のルートとして知られていた函館 - 砂原 - 噴火湾 - 室蘭 - 札幌ルートでの新道開削。第2に布教のための道場を5カ所に設置することを決定し、山越郡（胆振国）・勇払郡（胆振国）・標津郡（根室国）などの候補地をあげた。
明治3年（1870年）2月10日、現如と泉龍寺祐之ほかの僧侶たち総勢178名の一行が出発。「勅書」「開拓御用本願寺東新門主」と書かれた表札を掲げ、浄財の寄進を受けながらほぼ陸路にて蝦夷の地へと向かっていった。その過程で北海道移住の勧誘も行われており、「仏門ではあるが重労働ゆえに肉食も必要」などの「人をして蝦夷に往くを楽しましむる四箇條」がとなえられた。さらに12曲に及ぶ酔歌によって人々の関心を惹きつけようともしていた。
途中で久保田藩（後の秋田県）の抗議を受けたこともあったが、一行は7月7日、無事函館に到着した。その後、現如と一部の僧侶は寺院を創設するために札幌に向かい、残りは直ちに新道開削へと回った。

## 作業概要
東本願寺が最も勢力を注いだのは「有珠新道」とよばれる道路である。有珠新道とは、伊達から喜茂別・中山峠・定山渓を経て平岸へと至る、函館・札幌間の主要道路の一部である。
- 実質作業期間 - 明治3年7月[2] - 4年10月[14]
- 開削工事区間 - 「オサルベツ」[注 1] - （有珠山東側はずれ） - 「ソウベツ」[注 6] - （洞爺湖東側） - 「ニッポキナイ」[注 7] - 「ヌツキベツ」[注 8] - 「シリベツ」[注 9] - 「アシュフ」[注 10] - 「ムイナイ」 [注 11]- 「ケレベツ」[注 12] - 「定山渓」（じょうざんけい） - 「ニセイオマップ」 - 「平岸村」[2]
- 道路の規模 - 伐木幅3間（約5.5 m）、道路幅9尺（約2.7 m）。橋の架設103箇所、谷間の板敷き17箇所[14]
- 作業人員 - 延べ5万5300人ほど[14]。東本願寺宗門の僧侶のほかに、伊達氏（仙台藩支藩の亘理藩）の士族移住者やのアイヌたちも参加した[14]。
- 作業監督 - 宇野道隆、尾崎信盛（現如の随行者）[14]
- 測量担当 - 大浜和助（三河国人）[14]
- 所要経費 - 1万8057両62文5分[14]

このルートは前述の通り松浦武四郎の構想を実現したものだが、一説によると定山渓から有珠までは、すでに大有珠山善光寺の僧侶がアイヌ6人を連れて街道を開いていたとも言われる。もっともその僧侶は、道路開削の過程で出る木材の転売目的で行動していることが露見して、寺を放逐されたそうである。
工事完了の3か月前、東久世通禧開拓長官と副島種臣参議が現場を検分した際の書簡には「左右笹頭上にかぶり甚難渋。且下は竹根針立馬足をさし、皆爪間血色を露す」とあり、作業の困難さを伝えている。
工事にかけた期間は1年ほどとなっているが、冬季間は積雪のため休業せざるを得ないことを考えると、実質的に半年での作業という驚異的な突貫工事である。『札幌区史』『北海道通覧』などの記述には、このときの僧侶たちの苦闘ぶりが記されているが、土木の専門家でもない僧侶たちが百数十人いても作業進捗にどれだけの貢献ができたか、疑わしい面もある。とある有珠のアイヌ古老は、結局労働の土台となっていたのはアイヌであると指摘している。

## 開通後の歴史
開通からわずか2年後の明治6年に、現在の国道36号線の基礎となる札幌本道が開通したため、「本願寺街道」を利用する者は激減し、道は笹や草木の中に埋もれていった。
1977年（昭和52年）12月、街道工事に当たってアイヌが酷使されたことを理由に、過激派が東本願寺本山を爆破するという事件が起きている。

## 記念碑、史跡等
1. 「東本願寺道路起点碑」（伊達市）
2. 「現如上人之像」（中山峠）
3. 「本願寺道路終点碑」（札幌市平岸、澄川墓地内）
4. 「中山峠」、「札幌市簾舞」にも、旧同街道跡沿いに「旧本願寺道路跡」を示す碑があり、その「経緯や内容、残存している近辺の経路を示す板標識」が簾舞中学校入り口付近に簾舞保存会によって設置された。

「旧黒岩家住宅（旧簾舞通行屋）」（札幌市有形文化財）は、「新本願寺道路」つまり「国道230号の旧道」沿いにある。「本願寺道路」「定山渓鉄道」などの資料館にもなっている。

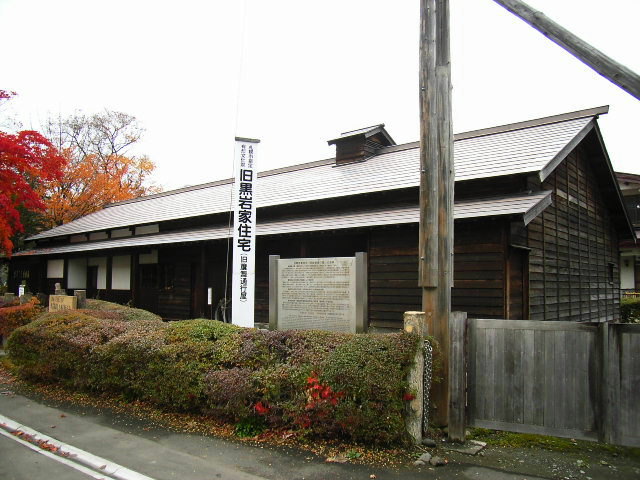
旧黒岩家住宅
現如上人之像
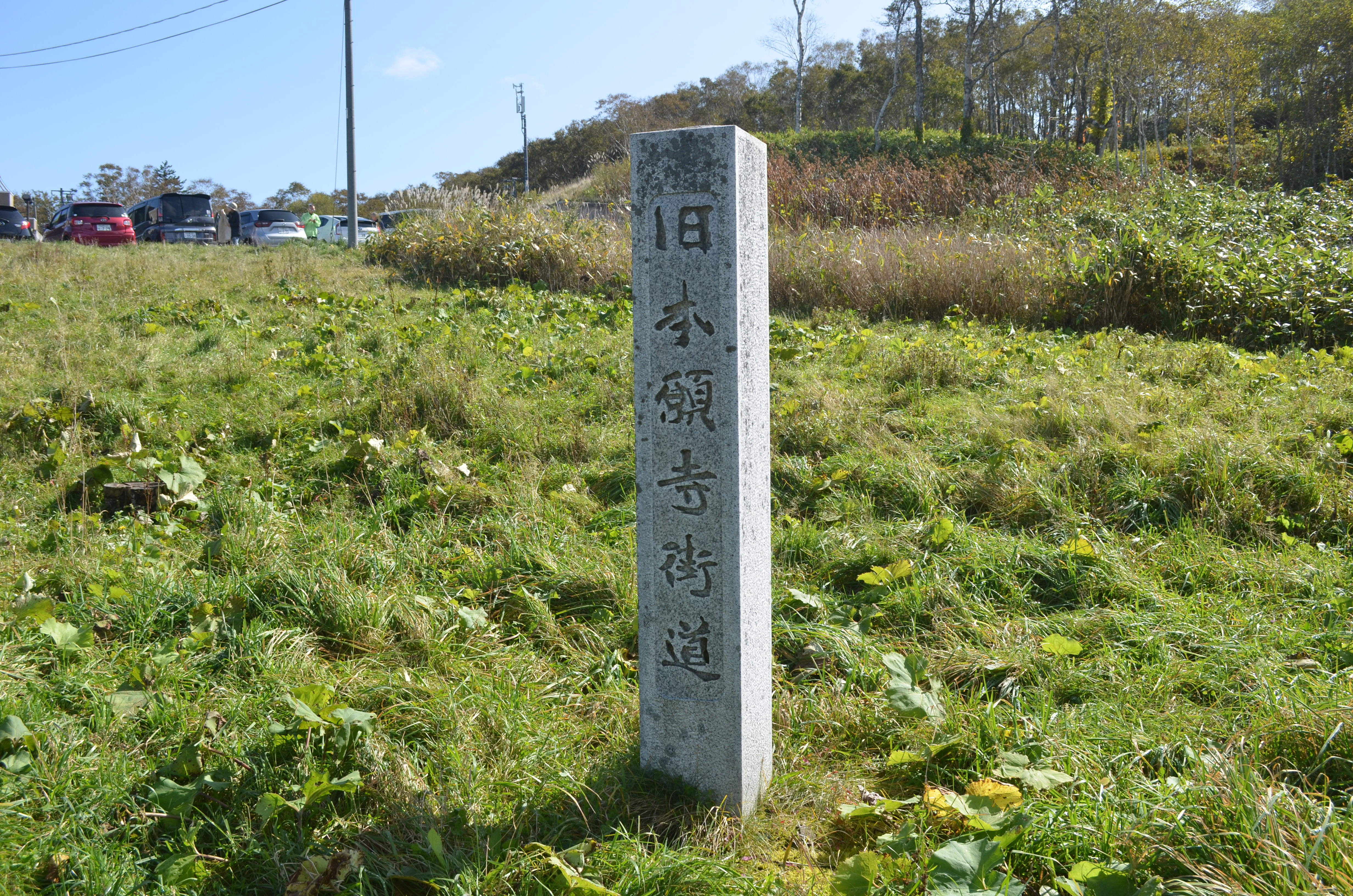
中山峠の「旧本願寺街道」碑
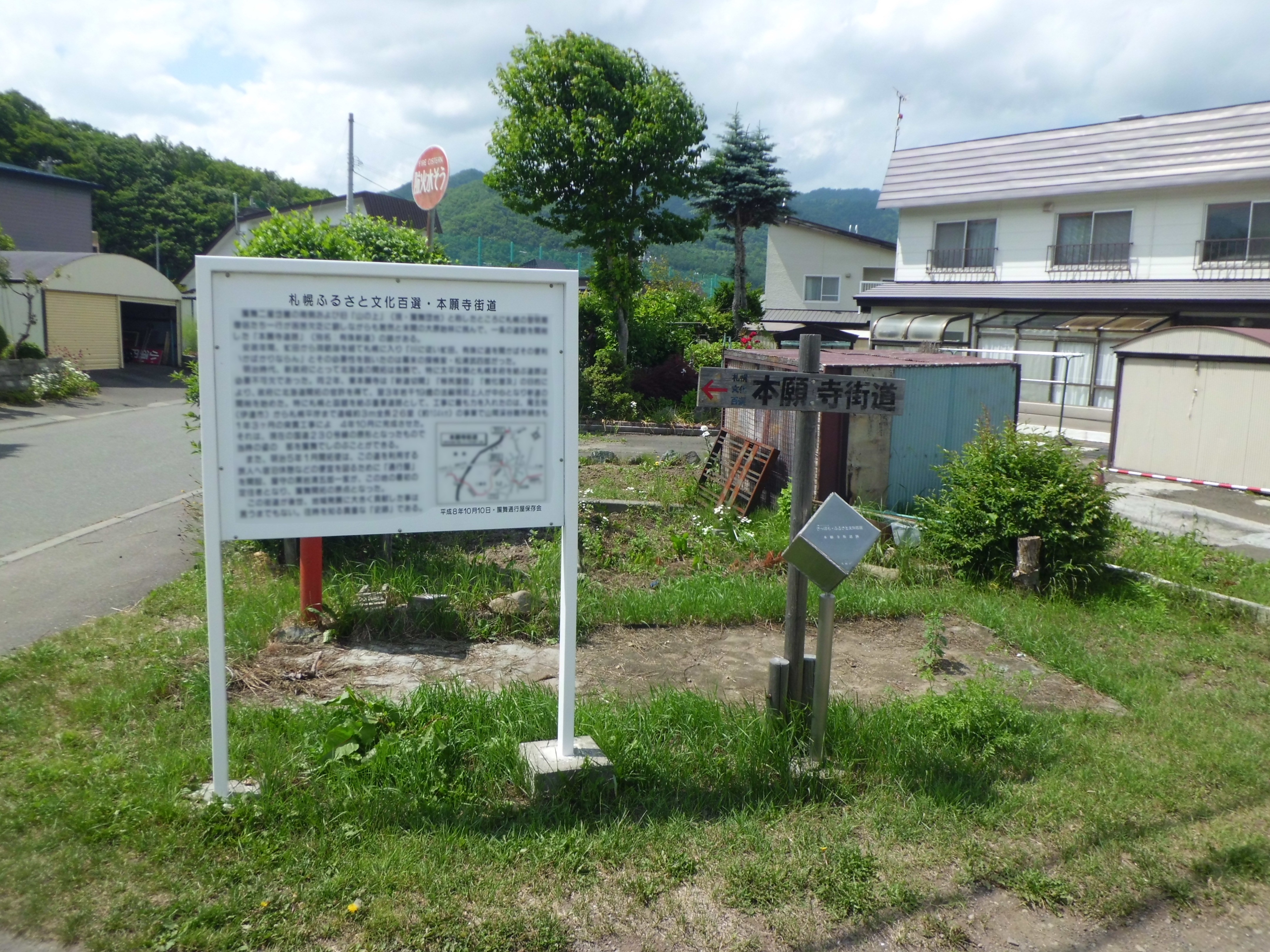
簾舞の案内板
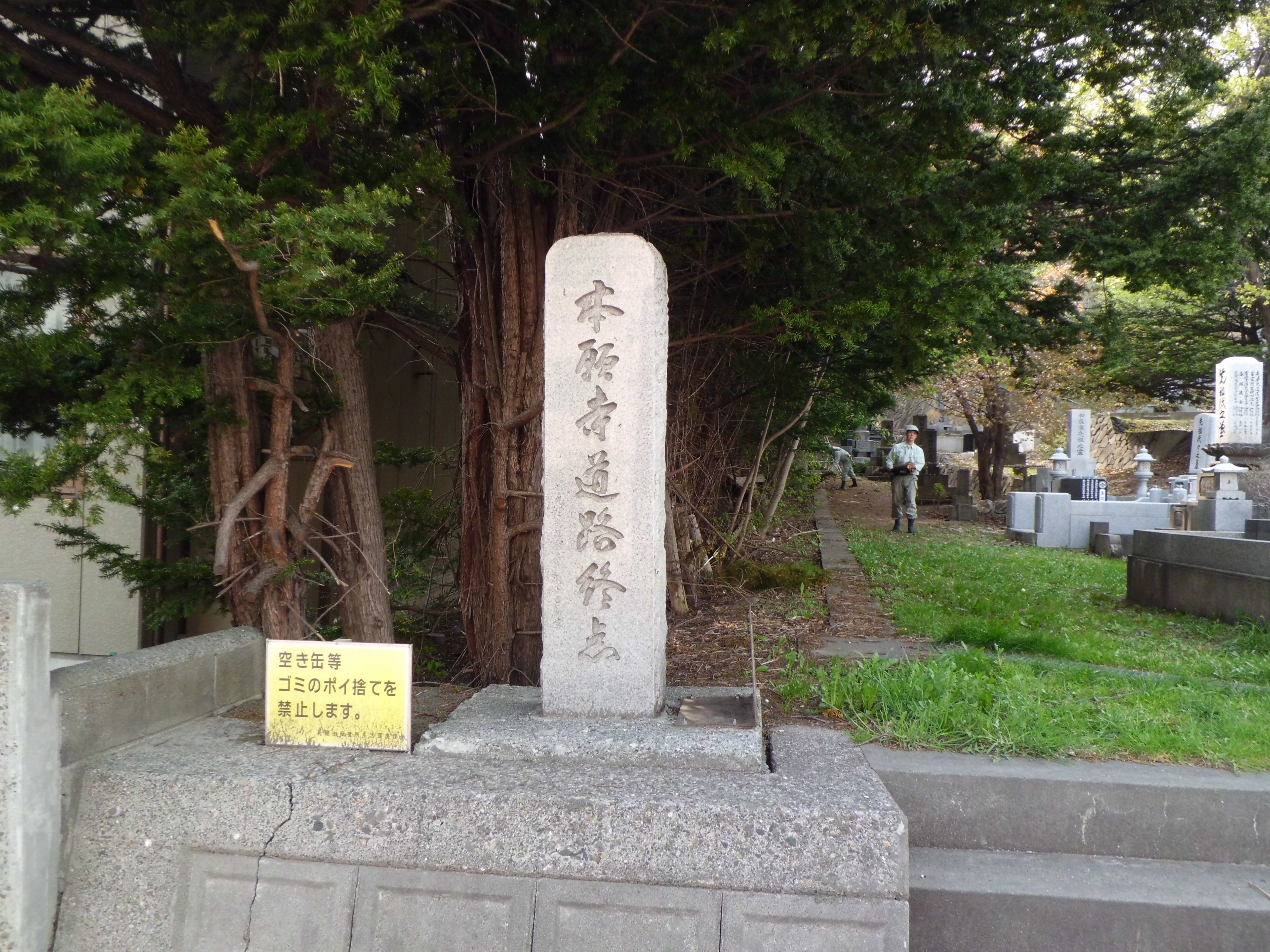
本願寺道路終点碑